# 中原龍屬
中原龍屬（意為「中原蜥蜴」）是甲龍亞目恐龍的一屬，化石發現於中國河南省洛陽市，地質年代為白堊紀早期。中原龍的化石包含頭顱骨、手臂、骨盆、以及尾巴骨頭。中原龍的特徵是頭部頂部平坦、筆直的坐骨、以及肱骨的肌肉附著處。模式種是洛陽中原龍（Z. luoyangensis），是由中國古生物學家徐莉等人在2007年所敘述、命名。徐星等人根據修長頭顱骨、沒有尾槌，將中原龍歸類於結節龍科的一屬。
在2008年，肯尼思·卡彭特（Kenneth Carpenter）等人將中原龍歸類於甲龍科沙漠龍亞科，這是一群缺少尾槌的原始甲龍類。在2011年的親緣分支分類法研究，提出中原龍是甲龍亞科的最原始物種，也是目前唯一缺乏尾槌的甲龍科恐龍。